# 喬恩·本特利 (計算機科學家)
喬恩·路易斯·本特利（英語：Jon Louis Bentley，1953年2月20日—）是一名美國計算機科學家，他提出了基於啟發式的分區演算法k-d樹。

## 生平
本特利於1974年獲得史丹佛大學數學科學學士學位，1976年獲得北卡羅來納大學教堂山校區數學科學碩士和博士學位；在校期間，他還曾在施樂帕洛阿爾托研究中心和史丹佛直線加速器中心實習。獲得博士學位後，他進入卡內基美隆大學任教，擔任電腦科學和數學助理教授。在卡內基美隆大學，他的學生包括布萊恩·里德、約翰·奧斯特豪特、傑夫·埃平格、約書亞·布洛克和詹姆斯·高斯林，他也是查爾斯·E·雷瑟爾森的導師之一。後來，本特利來到貝爾實驗室，與道格拉斯·麥克羅伊合著了一種優化的快速排序演算法。
他找到克利度量問題二維情形的最適解：給定一組 n 個矩形，求它們的結合面積。他和托馬斯·奧特曼（Thomas Ottmann）發明本特利-奧特曼演算法，這是一種在線段集合中尋找所有相交線對的高效演算法。他為《ACM通訊》雜誌撰寫「程式設計珍珠」專欄，後來將這些文章匯集成兩本同名書籍。
2004年，本特利榮獲Dobb博士卓越程式設計獎。